# Katikati
Katikati is een stad in de regio Bay of Plenty op het Noordereiland van Nieuw-Zeeland, 25 kilometer ten noordwesten van Tauranga. Drie kilometer ten zuiden van Katikati zijn enkele warmwaterbronnen.

## Geschiedenis
Katikati werd voor het eerst bewoond 1875 door immigranten uit County Tyrone in Ierland. Het land was afgenomen van de lokale Māori na de oorlogen en door de regering aan de immigranten gegeven.
Katikati staat bekend om zijn vele muurschilderingen. Deze zijn in de jaren negentig aangebracht om toerisme aan te trekken. Het resultaat was de verkiezing tot Nieuw-Zeelands "Most Beautiful Small Town" (met minder dan 8.000 inwoners) in 2005 door de "Keep New Zealand Beautiful Society".